# Музей Шелбурн
Музей Шелбурн (англ. Shelburne Museum) — історико-художній музей у штаті Вермонт, США, з надзвичайно широкими межами показу експонатів, гідних окремих музеїв.

## Передісторія
В Сполучених Штатах Америки друга промислова революція зазвичай асоціюється з електрифікацією, а насамперед з такими світилами наукової думки, як Нікола Тесла, Томас Алва Едісон та Джордж Вестінгауз та видатним американським інженером, засновником наукової організації праці і менеджменту Фредеріком Уінслоу Тейлором.
Аби задовольнити зростаючі потреби промисловості США в кваліфікованих працівниках, заснували велику кількість інженерно-технічних коледжів. Виникає складний бюрократичний апарат з власною ієрархією та звітністю. Вперше він був створений для управління залізницями США, і як ефективний на той час — перенесений у інші галузі економіки. В доволі великих корпораціях виникає система кар'єрного росту і перспективи на збільшення зарплатні і прибутку.  Менеджери (управлінці) і чиновництво на порівняно великих посадах за рівнем прибутків зрівнялись з володарями дрібного бізнесу. Виникли умови для появи і зміцнення  среднього класу.
Фінансове піднесення дійсно мало місце у США, але двічі за тридцятирічний термін закінчувалось економічної депресією, що спричинило паніку у 1873 та у 1893 роках. Доба характеризувалась шаленими витратами нуворішів на розкоші, побудову пишних особняків з парками і скульптурами, що і породило уяву про золоченість і фінансову успішність.
Фінансове піднесення супроводжувалось надзвичайно швидкими змінами в промисловості і виготовленні нових товарів для споживачів. В свою чергу низка до того звичних речей і господарчих споруд та будинків з натуральних матеріалів безжально покидалась, руйнувалась та кидалась напризволяще. В сільському штаті Вермонт процес заміни старого на нове йшов трохи повільніше. 19 століття характеризувалось підвищеної увагою до старовини і минулого, що не обійшло і Сполучені Штати. Якщо у країнах Західної Європи було вдосталь як старовинних споруд, так і творів мистецтва та старовини, у Сполучених Штатах (тоді ще доволі молодої держави) старовини було мало. Тому тут виникає прагнення зберігати хоча би той небагатий історичний спадок, а це прагнення зберігати йшло паралельно з могутніми процесами руйнацій та безжальної заміни старого на нове.
Прагнення зберігати окремі старовинні речі розділяв і новітній багатій Вільям Сьюард Вебб, котрий купував і збирав вози, брички, діліжанси та карети. Прагнення зберігати окремі старовинні речі розділяла і пані Електра Хевмайєр (1888-1960), котра стала невісткою Вільяма Сьюарда. Наявність значних вільних коштів пані Електра Хевмайєр спрямувала не тільки на збереження окремих старовинних речей, а й на зразки промисловості, покинуті старовинні житлові і господарські споруди, покинуті храми, котрі почали використовувати не за первісним призначенням, тимчасові і старі дерев'яні споруди, що зникали найчастіше і найбільше.

## Формування колекцій
Колекціонувала твори мистецтва західноєвропейських країн ще мати пані Електри, а збірка її живопису перейшла до низки музеї Сполучених Штатів, найбільш художньо довершені і вартісні перейшли до збірок музею мистецтва Метрополітен у Нью-Йорку.
Пані Електра Хевмайєр збирала як твори мистецтва країн Західної Європи, так і твори мистецтва художників Сполучених Штатів. До них були додані такі специфічні для культури мешканців Сполучених Штатів, як ковдри, шиті килими, ляльки, побутові і декоративні вироби з металів, вироби керамічних центрів країни. Уява про їх історичну вартість почала зростати з їх швидким нищенням, викиданням, покиданням напризволяще.
Речі без відповідного історичного оточення мертвіють. Пані Електра Хевмайєр почала клопотатись про збереження старовинних споруд, куди і переносились твори мистецтва, старовинні меблі, зразки старої промисловості тощо.
- Дерев'яна підковоподібна комора стала виставковою залою для бричок, диліжансів, карет і саней, котрі збирав ще Вільям Сьюард Вебб. Підковоподібні комори у штаті Вермонт зустрічаються надзвичайно рідко. Пані Електра Хевмайєр намагалася купити таку комору у її колишнього володаря, але той категорично відмовив. Тоді рішуча пані поклопоталась створити її точну дерев'яну копію, котру і розмістили у музеї Шелбурн.
- Менш важко отримали для музею дерев'яний малий і тимчасовий будиночок переселенців. Саме в таких будиночках і оселялись перші переселенці. Перший ярус будиночка використовували для денного перебування, їжі, спілкування. Другий ярус під дахом був спальнею. За припущеннями цей експонат музею Шелбурн був створений канадцями, що оселились у Вермонті і вибудували будиночок близько 1800 року в традиціях тимчасового житла ще 18 століття. Була використана деревина хвойних порід. В комплект тимчасових споруд входив також сарай для сіна. Первісний сарай не зберігся. Його наново відтворили з автентичної деревини у 2001 році.
- Річковий транспорт уособлюють два цікавих експоната. Серед них колишній колчестерський маяк, для котрого створили новий фундамент. Річковий транспорт уособлює також пароплав фірми Тікондерога, зразок транспортної промисловості зламу 19-20 ст. Його просто не дали викинути на сміття (як до речі і старий залізничний локомотив, що теж став музейним експонатом).  Музейний пароплав був виготовлений на судноплавному підприємстві у Шелбурні, тобто він представник і «свідок» місцевої промисловості. Екіпаж пароплава нараховував двадцять вісім (28) осіб, а вага пароплава досягала 892 тони. Первісно пароплав ходив озером Шаплейн. Початком його маршруту був Вестпорт у Нью-Йорку, де він приймав пасажирів вечірнього потягу і йшов на північ у місто Сет-Олбанс у штаті  Вермонт. Окрім пасажирів пароплав перевозив також сільськогосподарську продукцію і худобу, а в роки війни перевозив вояків. З часом пароплав почав поступатись новітнім човнам і його використовували для екскурсій туристів. Близько 1950 року пароплав втратив рентабельність і Ральф Хадинг Хілл переконав пані Електру Хевмайєр придбати пароплав для музею Шелбурн.
- Колишня цегляна церква. В конгрегації Шарлотти у Вермонті вибудували дерев'яну церкву, котра згоріла 1837 року. До 1840 року церкву відновили в червоній цеглі. Вона — типовий зразок храмових споруд, що склався у закінчену схему наприкінці 18 ст. Споруда прямокутна за планом з двосхилим дахом і вежею-дзвіницею на головному фасаді. Головний фасад має обмаль декоративних деталей, роль котрих відіграють лопатки, червона цегла, слабка гра архітектурних об'ємів, контраст білого з червоним. Дзвіниця збагачена лише годинником та флюгером на даху дзвіниці.

До 1899 року споруду покинули і вона перестала використовуватись як церква. Гурток місцевих жінок забрав споруду собі і в ньому на декотрий час облаштували театр для театрального гуртка. 1902 року споруду придбали і облаштували в ній місцеву бібліотеку. 1950 року товариство погодилось на продаж споруди в музей Шелбурн. Стіни колишньої церкви демонтували і перевезли до музею, позаяк у США було вдосталь сміливих і вправних інженерів. 1952 року споруду зібрали на території музею, ремонтували і відновили втрачені архітектурні деталі. Нагадуванням про первісне призначення церкви стали відновлена дзвіниця, дерев'яні лави і проповідницю перенесли сюди з покинутої церкви у Мілтоні, штат Вермонт.
Загальна кількість виставкових павільйонів музею сягає тридцяти восьми (38) споруд, при цьому 25 з них були демонтовані і перевезені до території музею з різних кутків штату водою та суходолом.

## Фонди музею Шелбурн
Основу мистецьких, історичних та етнографічних колекцій було створено ще пані  Електрою Хевайєр Вебб. Вона була серед перших меценатів і колекціонерів, що цілеспрямовано збирали експонати суто американської тематики.
Загальна кількість експонатів досягла 150 000. Серед низ такі специфічні для Сполучених штатів речі як шиті килими та ковдри, саморобні зразки текстилю, мережива тощо (більше 770 зразків). В музей перейшли значні колекції старого одягу через швидкі зміни мод і появу нових зразків одягу та аксесуарів (2800 зразків). Етнографічні експонати сусідують з творами декоративно-ужиткового мистецтва і виробами місцевих ремесел ( 6 650 зразків), серед них вироби з кераміки, скла, деревини, металів, тканих виробів. Музей зібрав кращу і доволі повну колекцію місцевих саморобних меблів 18-19 століть. Дітям будуть цікаві колекції старовинних ляльок (більше 1 000), лялькових будиночків і малих одежин і речей лялькового масштабу.
В колекціях музею також збірки старих флюгерів та різьблені фігури з колишніх ярмаркових каруселей. Окрема галузь колекцій стосується балаганного цирку, мандрівного цирку та його історії. Сюди передали шість сотень циркових афіш, циркового обладнання і навіть старовинні зразки листування.
В музеї є й медичний відділ. Там показують кабінет лікаря та фармацевтичний виробничий цех початку 20 ст. Кабінет лікаря  був створений за зразком оригінального кабінету відомого у Вермонті лікаря  Д. К. Джарвиса.

## Мистецька частина колекцій
Музей Шелбурн має власну колекцію живопису Західної Європи. Серед них твори таких майстрів, як Едуар Мане, Каміль Коро, Едгар Дега та ін.
Відділок майстрів Сполучених Штатів має більше 3200 зразків, серед них живопис, друкована графіка, малюнки тощо.

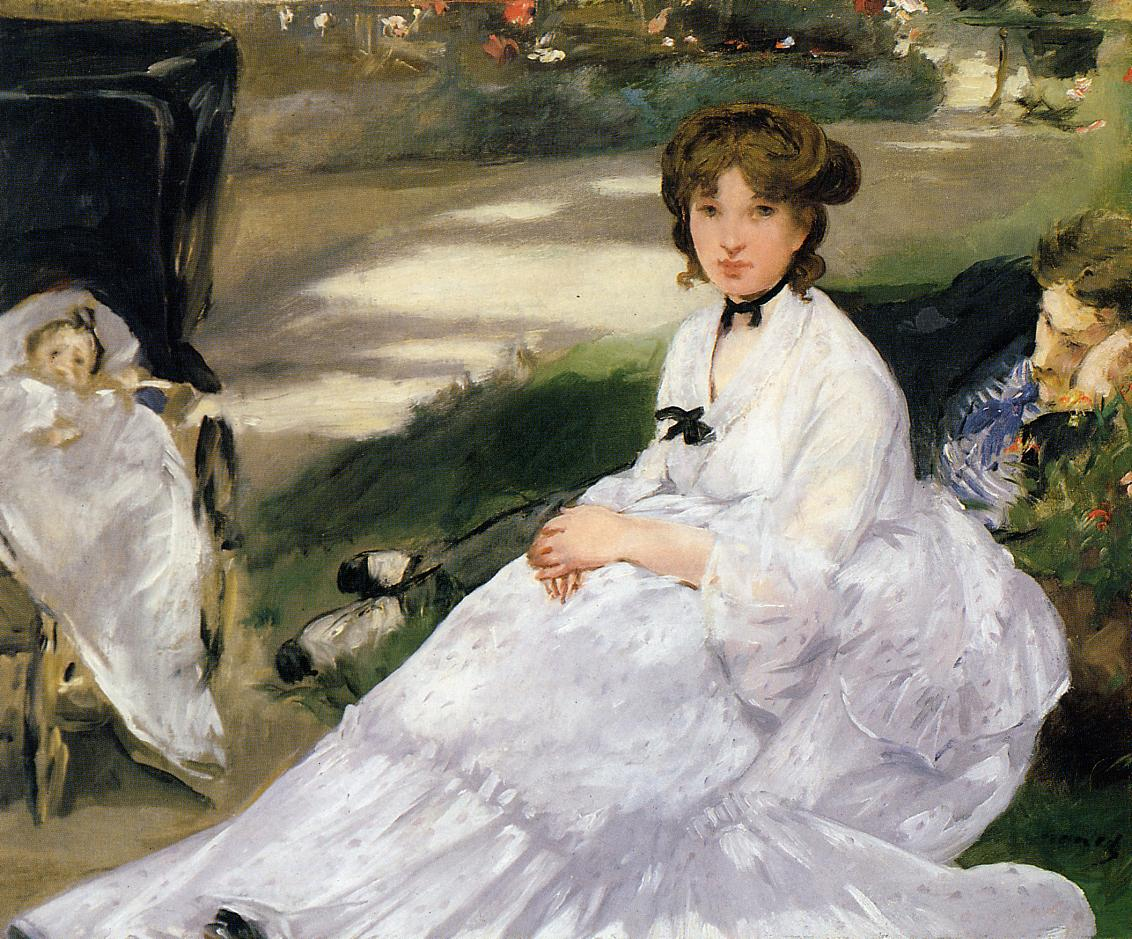
Едуар Мане. «В саду», 1870 р.
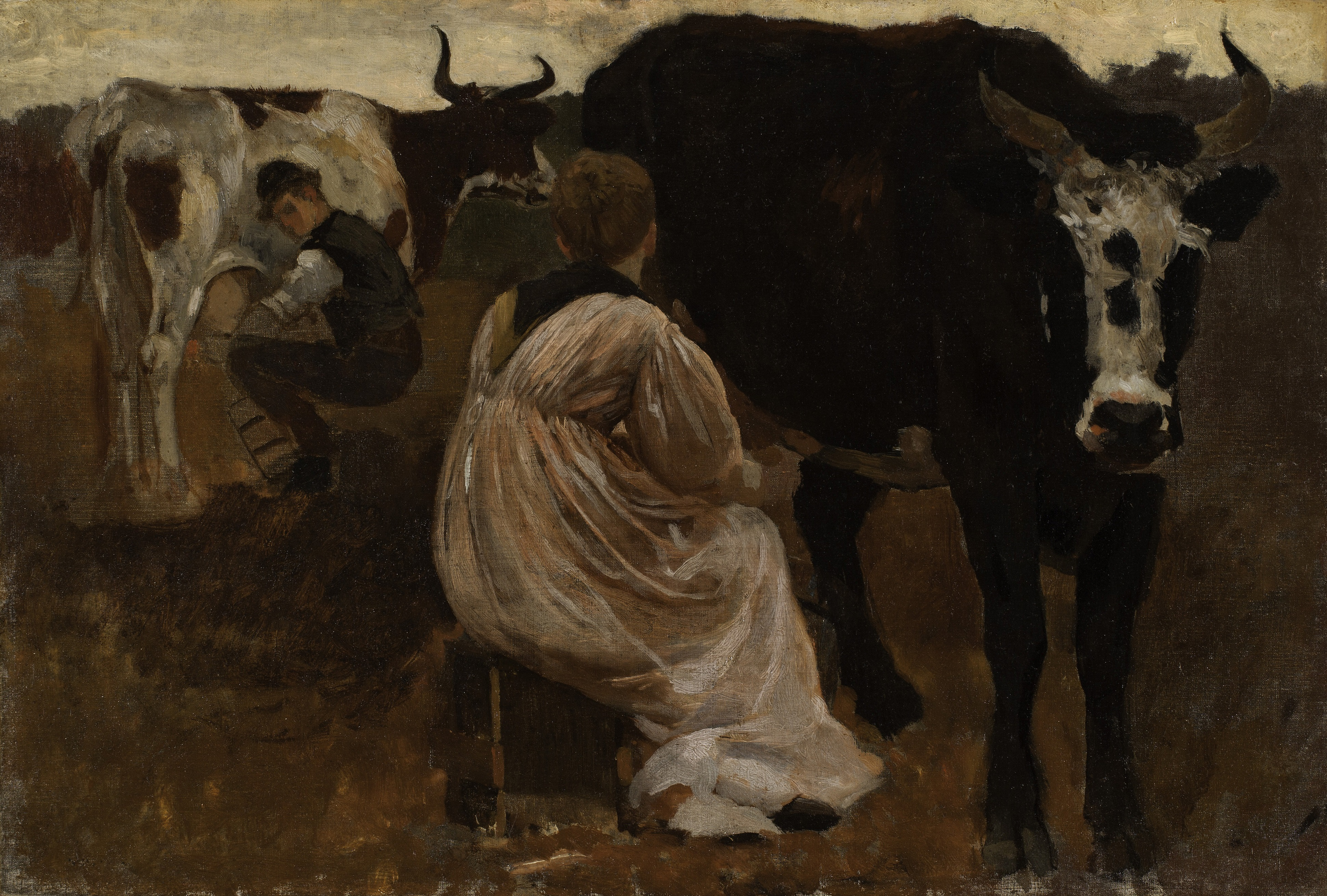
Вінслов Гомер. «Дойка корів», бл. 1875 р.
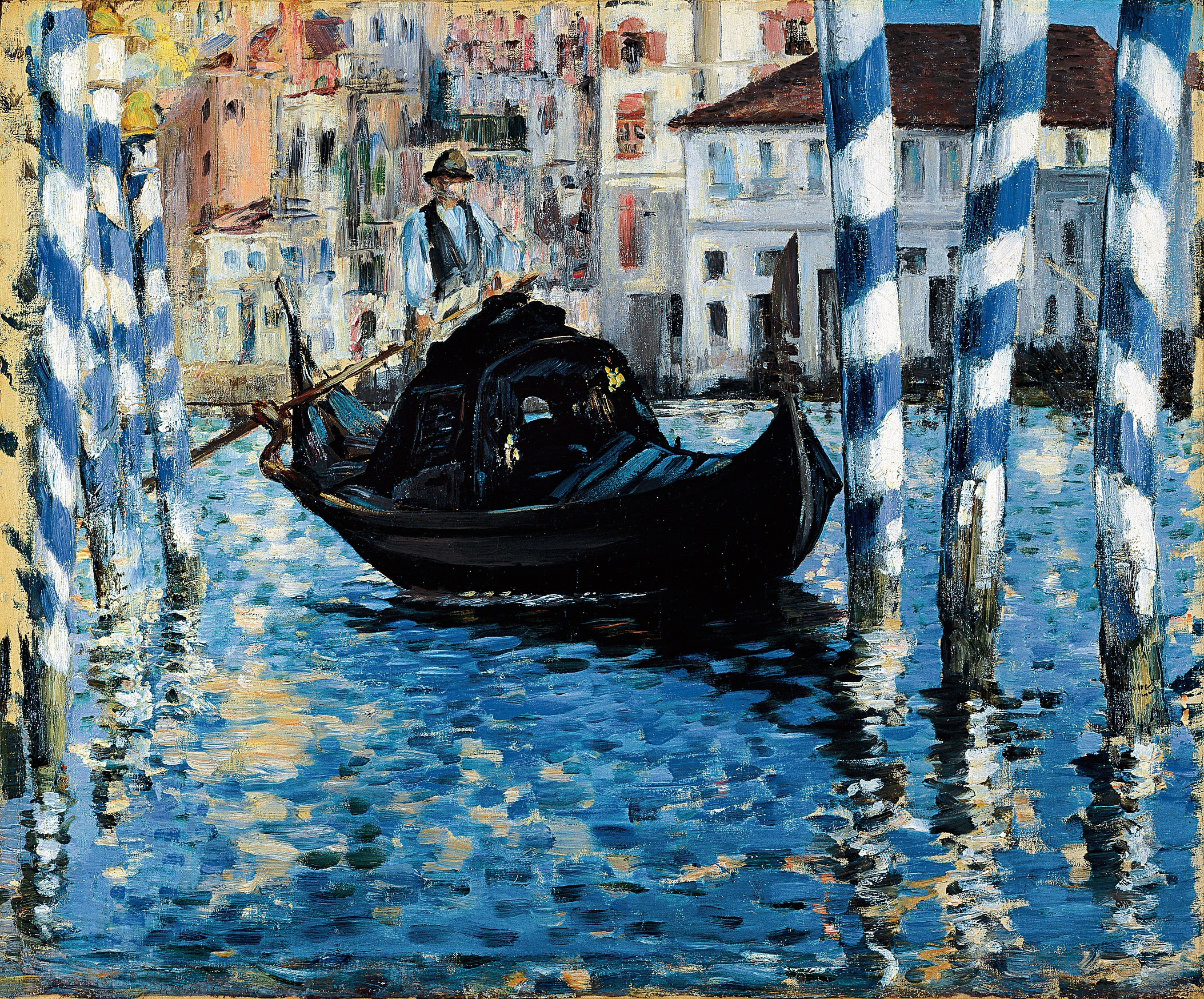
Едуар Мане. «Гранд канал» або «Синя Венеція», 1874 р.
Едуар Мане. «Натюрморт з посудом і рибою», до 1869 р.
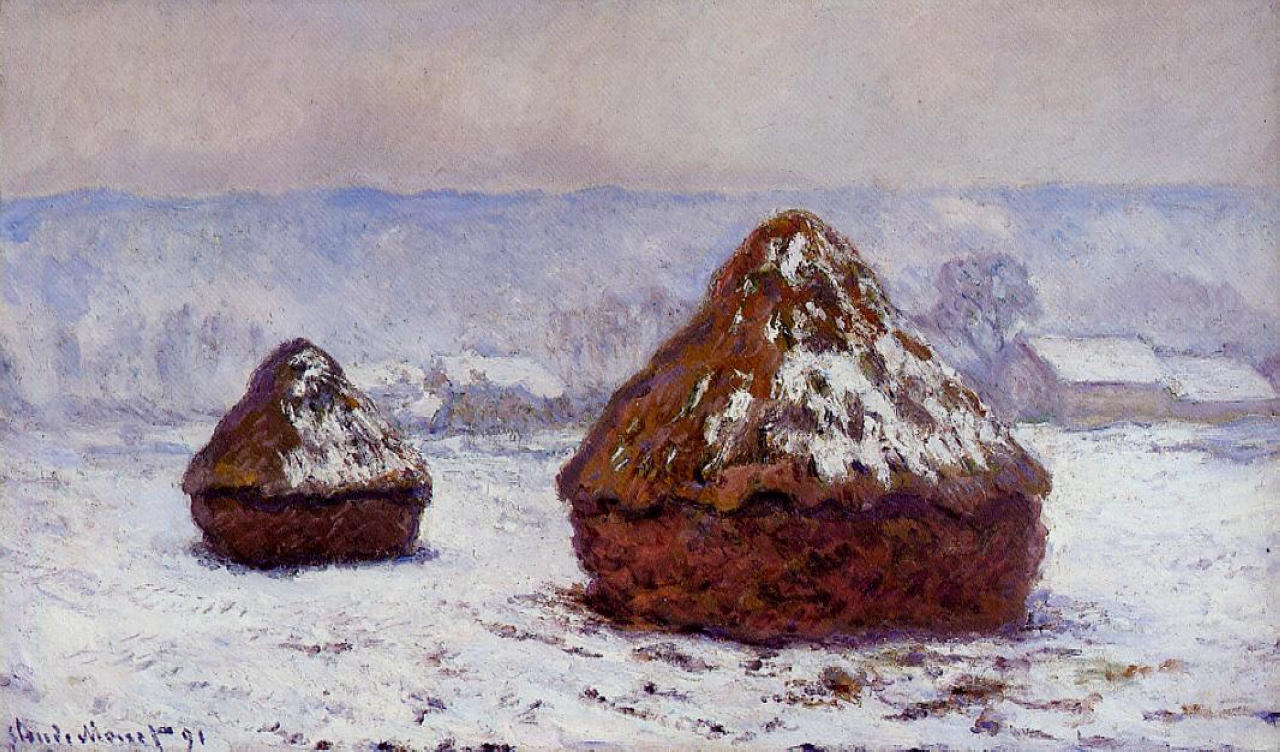
Клод моне. «Ефект снігу», 1891 р.

## Розташування
Музей Шелбурн (комплекс його споруд та експонатів просто неба) розташований на вісімнадцяти (18) гектарах паркової території неподалік від озера Шамплейн.

## Обрані архітектурні та промислові експонати (галерея)

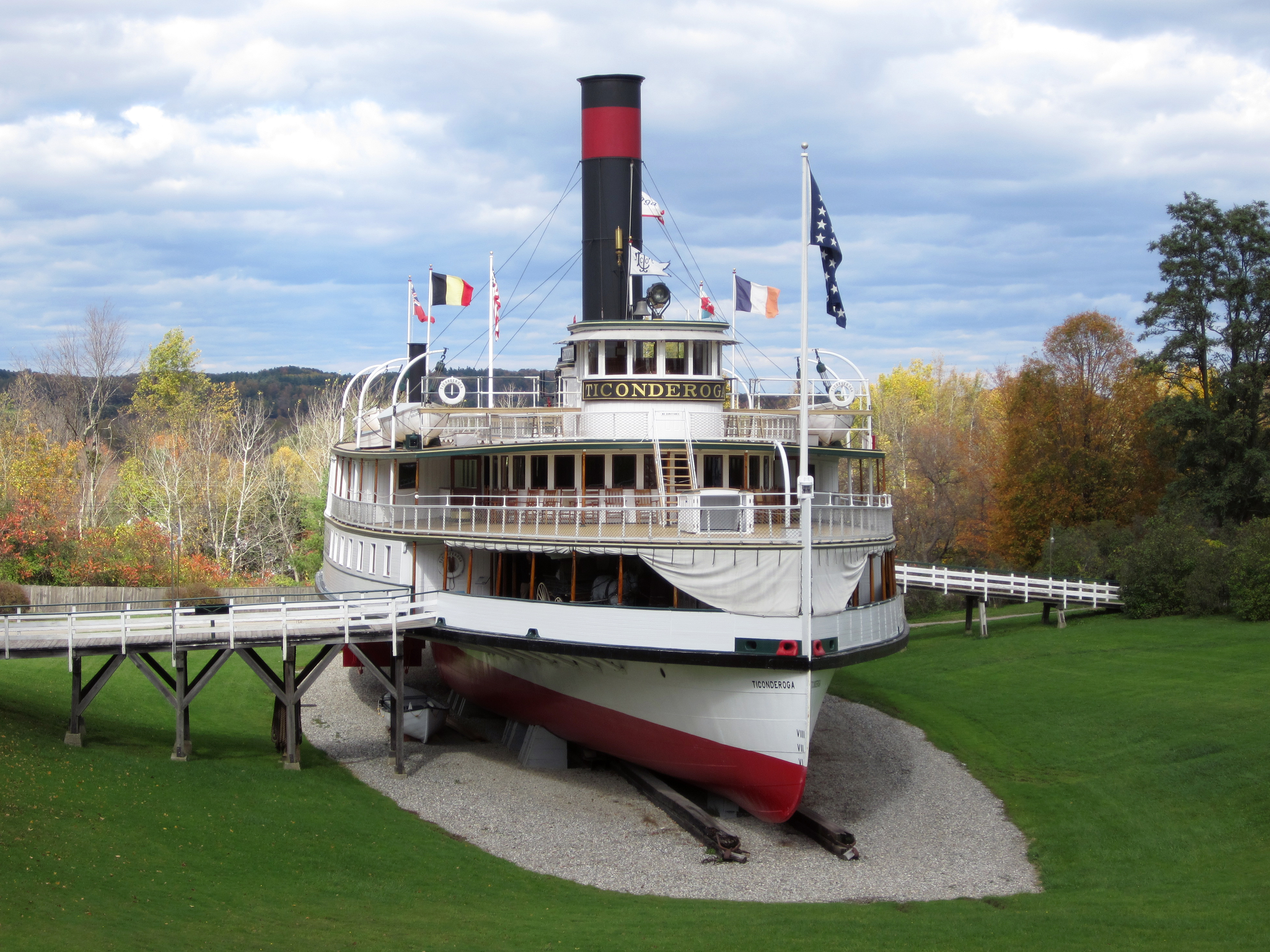
Пароплав фірми Тікондерога, вибудований 1906 р. для перевезення вантажів і пасажирів
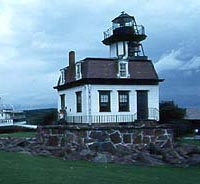
Колишній колчестерський маяк, музей Шелбурн
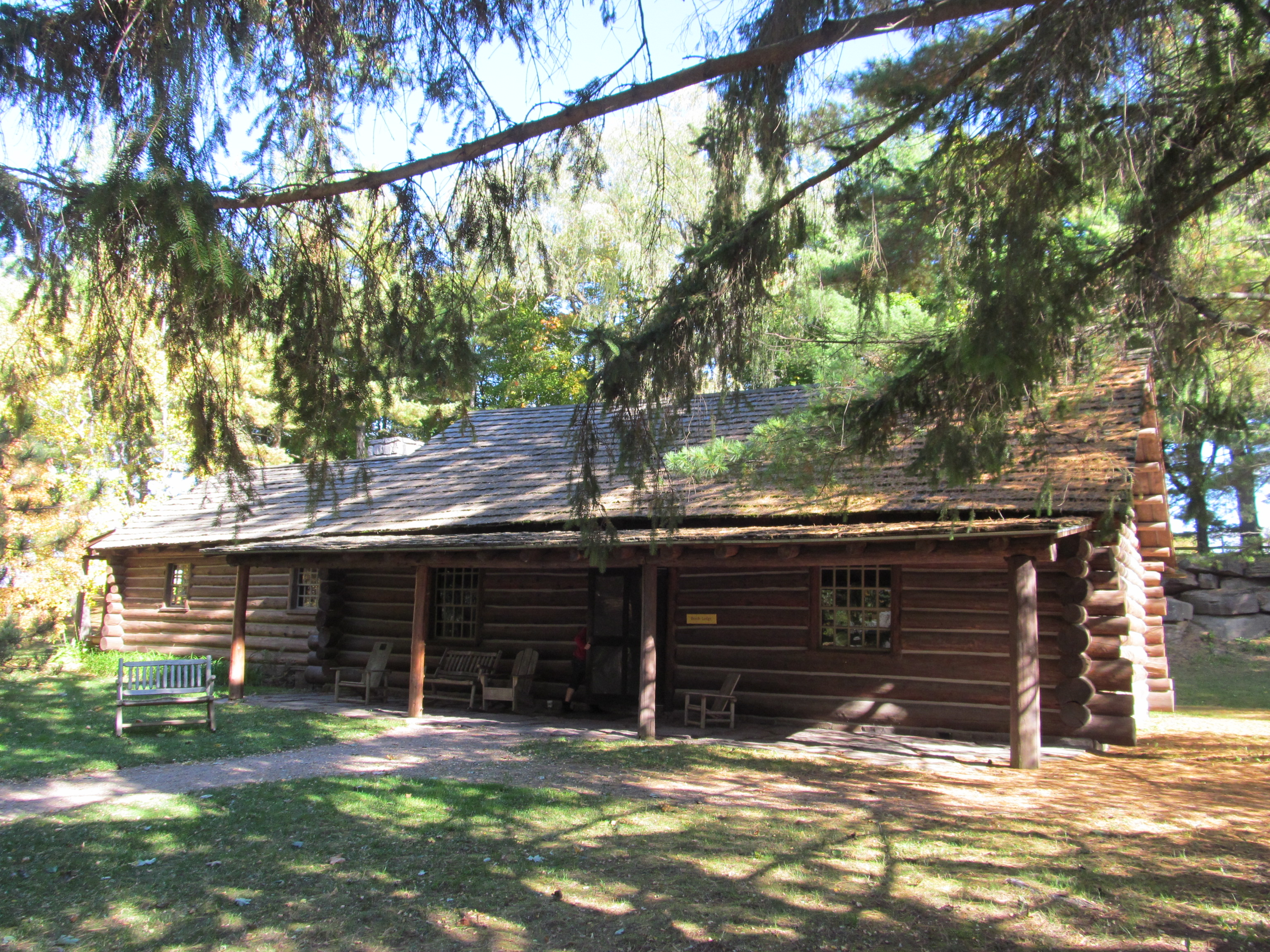
Дерев'яний будиночок на узбережжі, музей Шелбурн
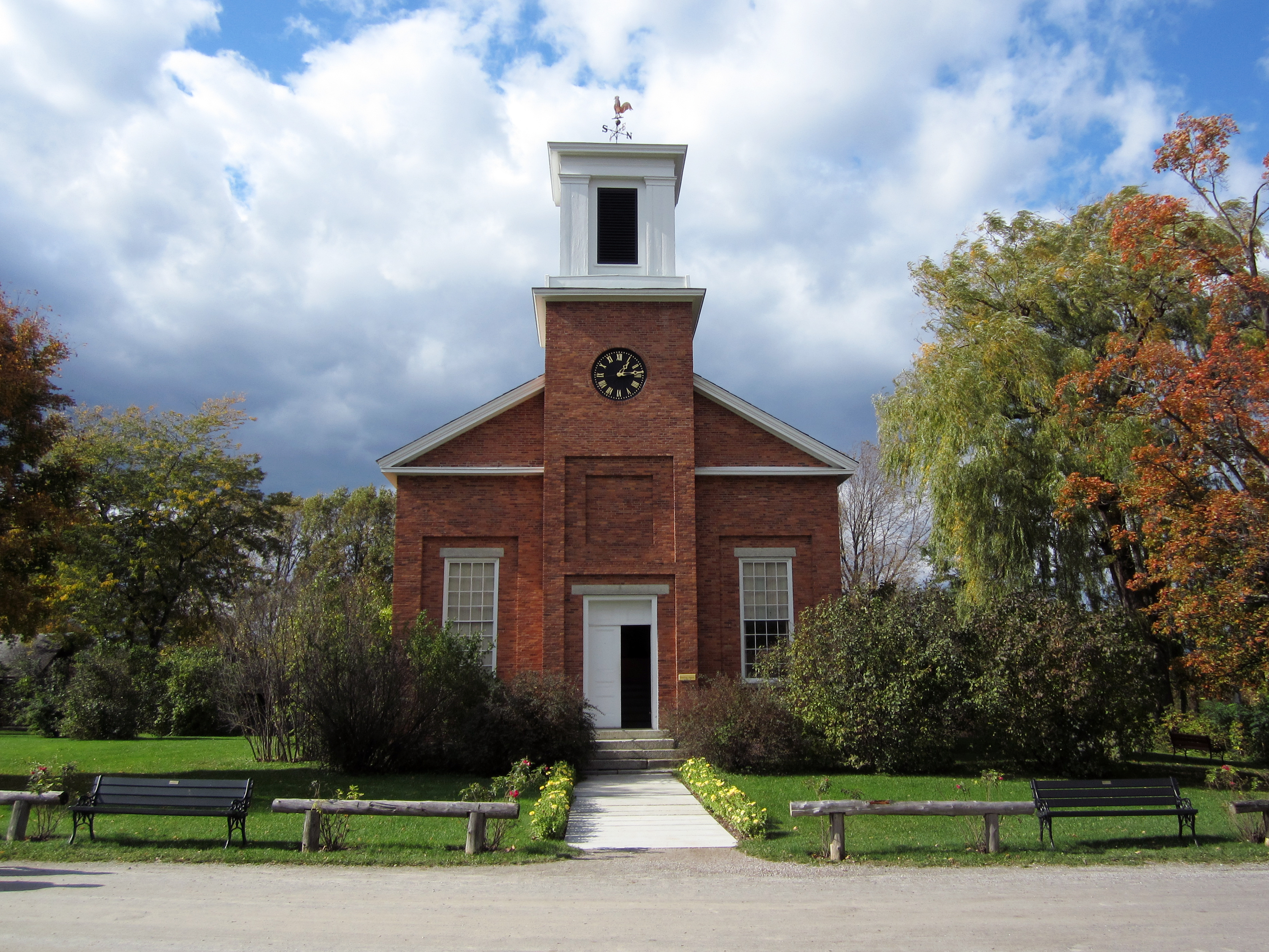
Колишня цегляна церква методистів 1840 р. побудови, музей Шелбурн використовує споруду для виставок
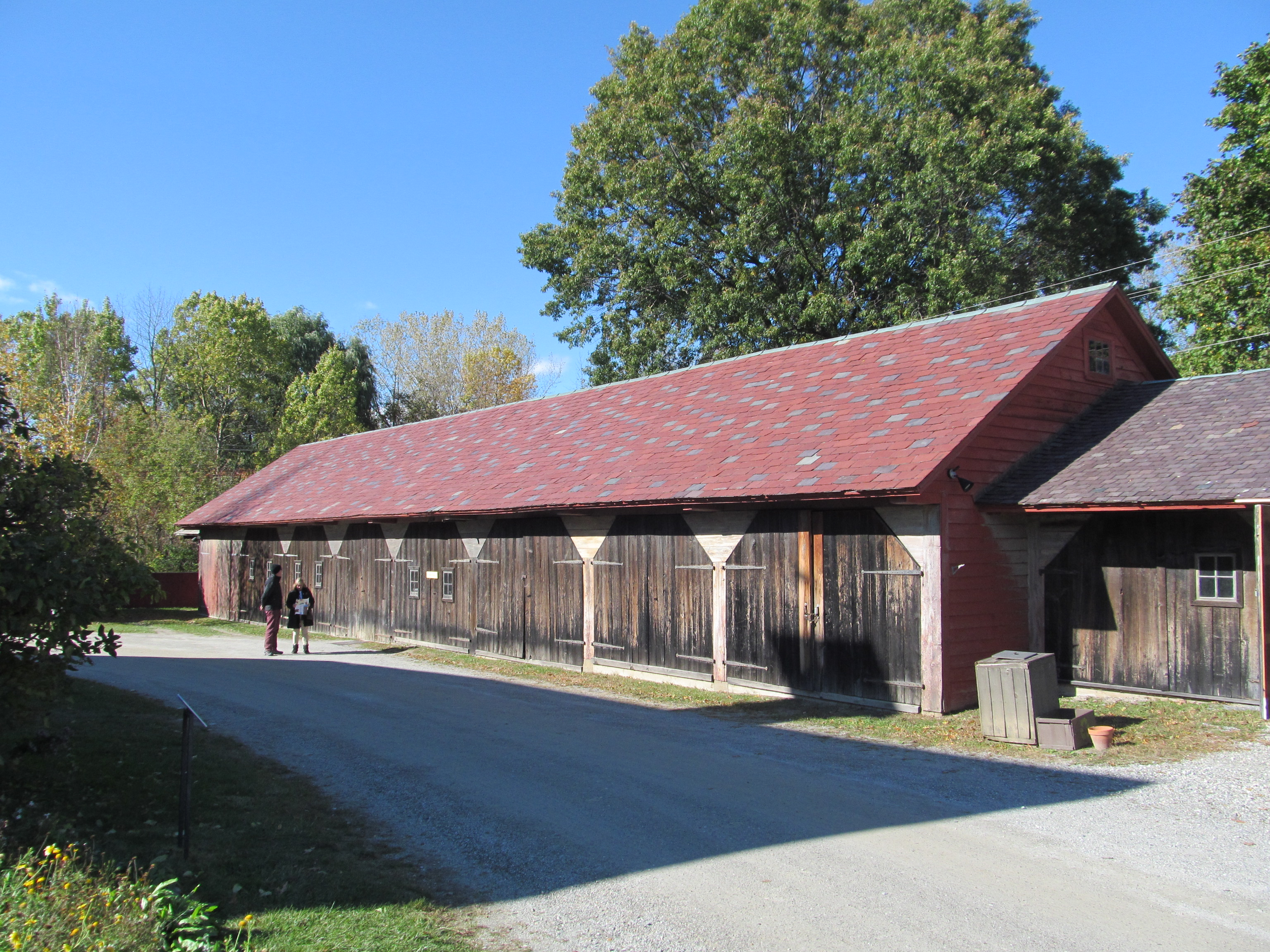
Споруда для провінційної друкарні початку 20 ст. зі старовинними друкарськими верстатами, музей Шелбурн (так звана друкарня Бена Лейна)
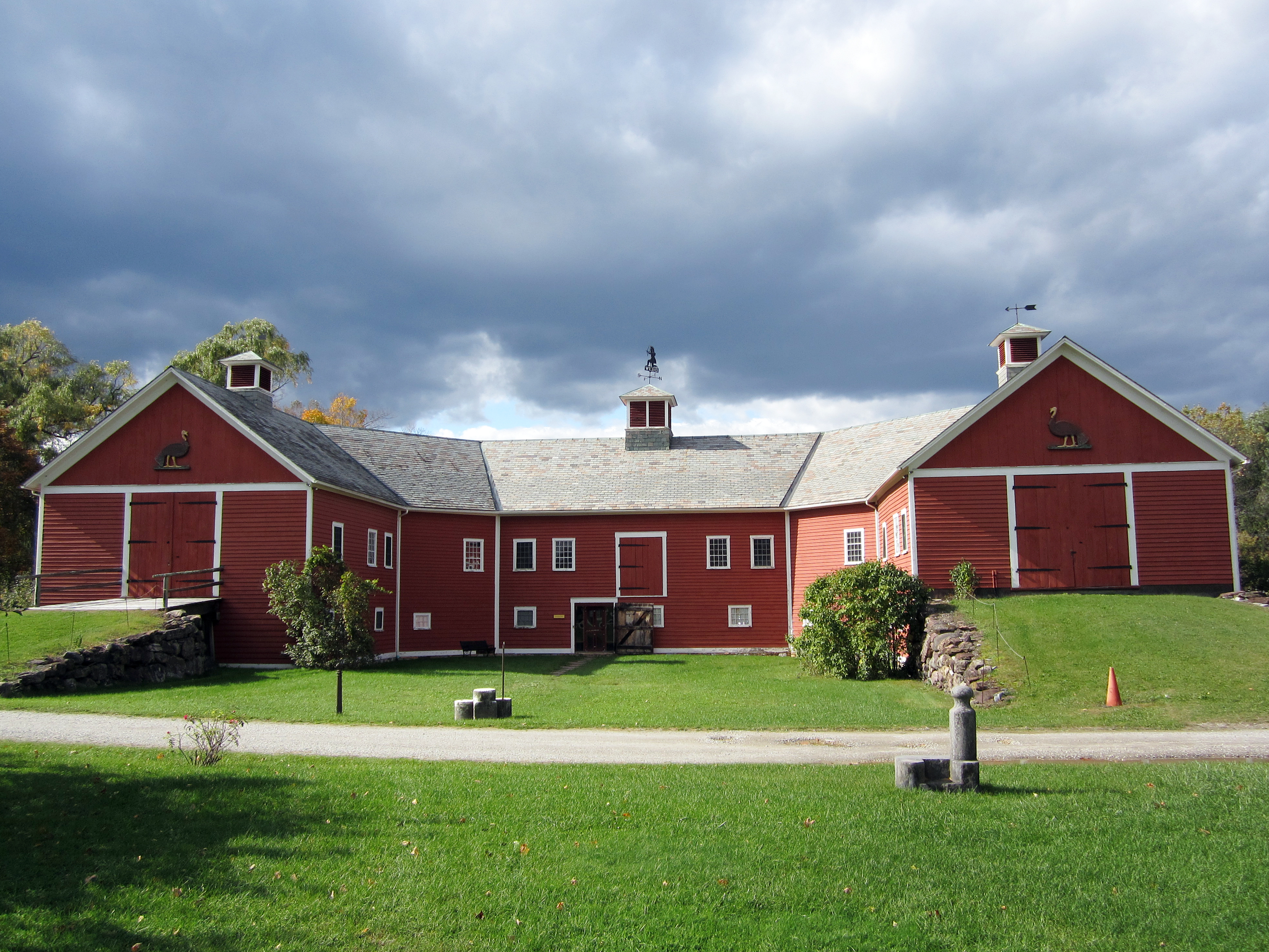
Дерев'яна підковоподібна комора, виставкова зала для бричок, диліжансів, карет і саней, музей Шелбурн
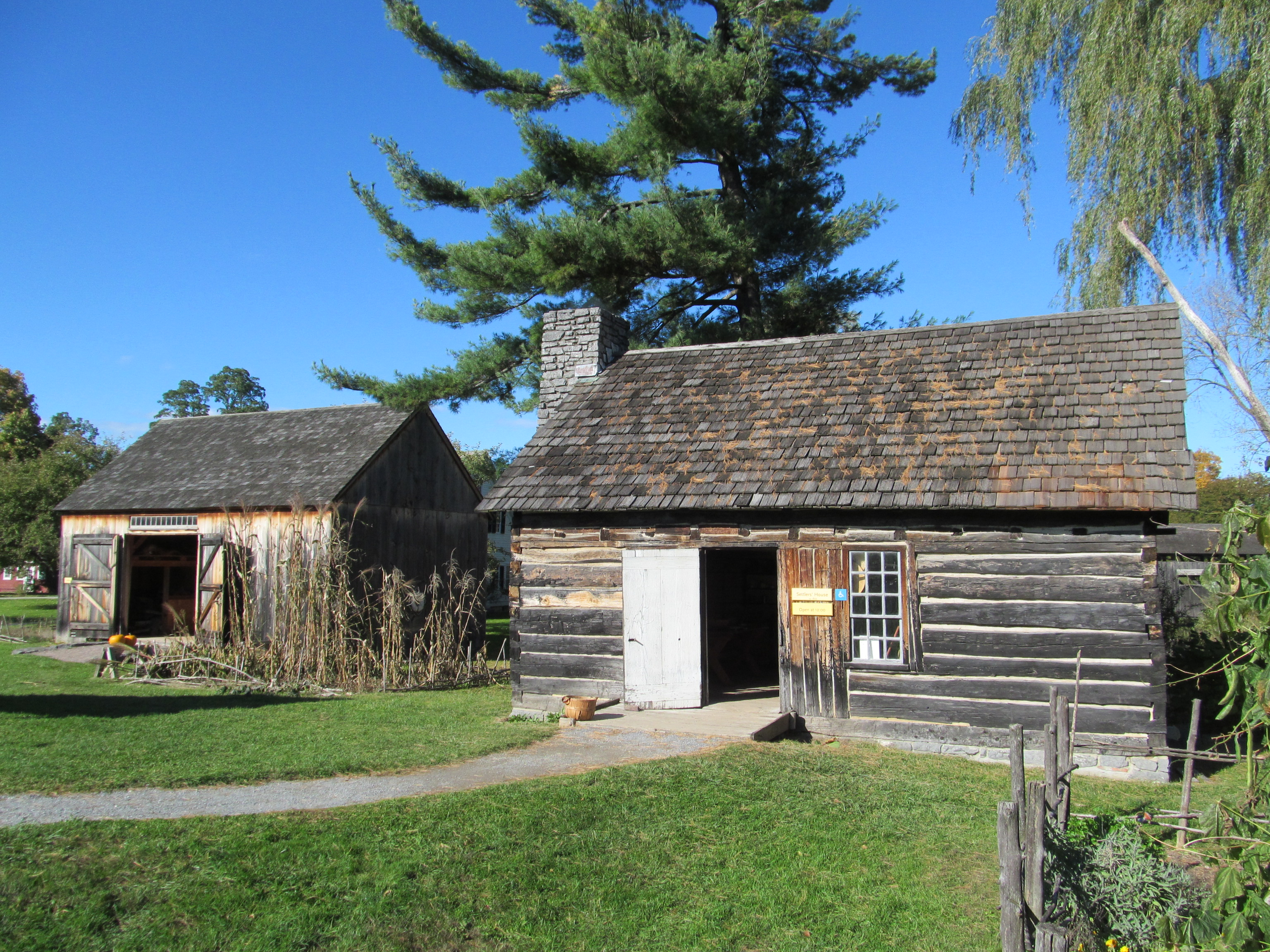
Тимчасовий будинок переселенців (бл. 1800 року) та сарай для сіна, музей Шелбурн
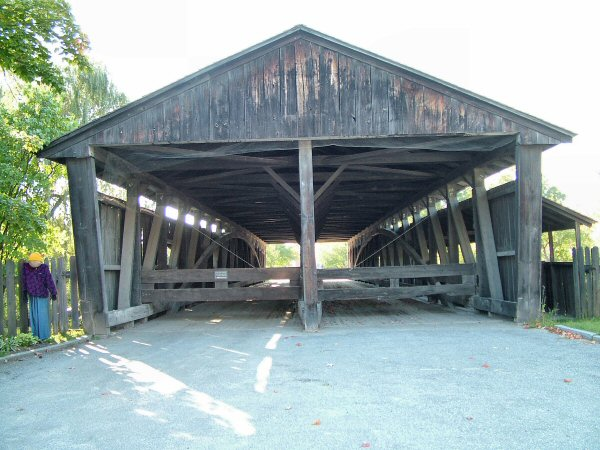
Дерев'яний міст під первісним дахом, музей Шелбурн